# Scrittura shui

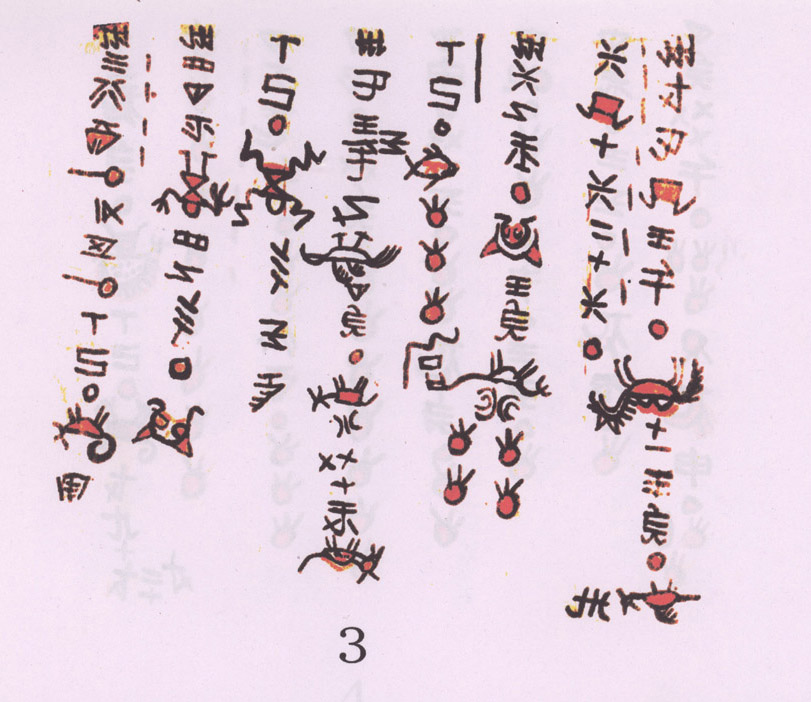
scrittura Shui

La scrittura Shui (o anche Sui) (Shui: Lel Sai3, Cinese semplificato: 水书, Cinese tradizionale: 水書, Pinyin: Shuǐshū) è una scrittura in parte logografica e in parte pittografica utilizzata per scrivere la lingua del popolo Shui.. Come la scrittura Yi, la scrittura Shui ha preso in prestito alcuni caratteri cinesi, mentre altri caratteri Shui presentano un aspetto simile a quello dei caratteri cinesi primitivi, ancora in fase pittografica. Nel 2006 la scrittura Shui è stata inserita nella lista del patrimonio culturale intangibile della Cina.
Si tratta di una scrittura in pericolo d'estinzione, ed il governo della Repubblica popolare cinese ne sta tentando la salvaguardia.